# Fondante de Charneux (pera)
Fondante de Charneux (en España: 'Fundente de Charneux') es una variedad cultivar de pera europea Pyrus communis. Variedad de origen belga que ofrece frutos grandes e irregulares con piel moteada de color amarillo, y su pulpa es blanca ligeramente rosácea es fina, tierna, fragante y muy jugosa.

## Sinonimia
- "Bürgermeisterbirne",
- "Köstliche aus Charneux" en Alemania,
- "Légipont",
- "Waterloo",
- "Miel de Waterloo",
- "Fondante des Carmes",
- "Merveille de Charneu",
- "Fondante Charneuse",
- "Des Charneuses",
- "Délice des Charneuses",
- "Désirée",
- "Des Charneux",
- "Fondante de Charneu",
- "Fundente de Charneux" en España.

## Historia
Las peras 'Fondante de Charneux' fueron encontradas en Bélgica a principios del siglo XIX por Martin-Joseph Légipont en Charneux, provincia de Lieja, cerca de la frontera con Prusia.
En España 'Fundente de Charneux' está considerada incluida en las variedades locales autóctonas muy antiguas, cuyo cultivo se centraba en comarcas muy definidas. Se caracterizaban por su buena adaptación a sus ecosistemas y podrían tener interés genético en virtud de su adaptación. Se encontraban diseminadas por todas las regiones fruteras españolas, aunque eran especialmente frecuentes en la España húmeda. Estas se podían clasificar en dos subgrupos: de mesa y de cocina (aunque algunas tenían aptitud mixta).
'Fundente de Charneux' es una variedad clasificada como de mesa, difundido su cultivo en el pasado por los viveros comerciales y cuyo cultivo en la actualidad se ha reducido a huertos familiares y jardines privados.

## Características

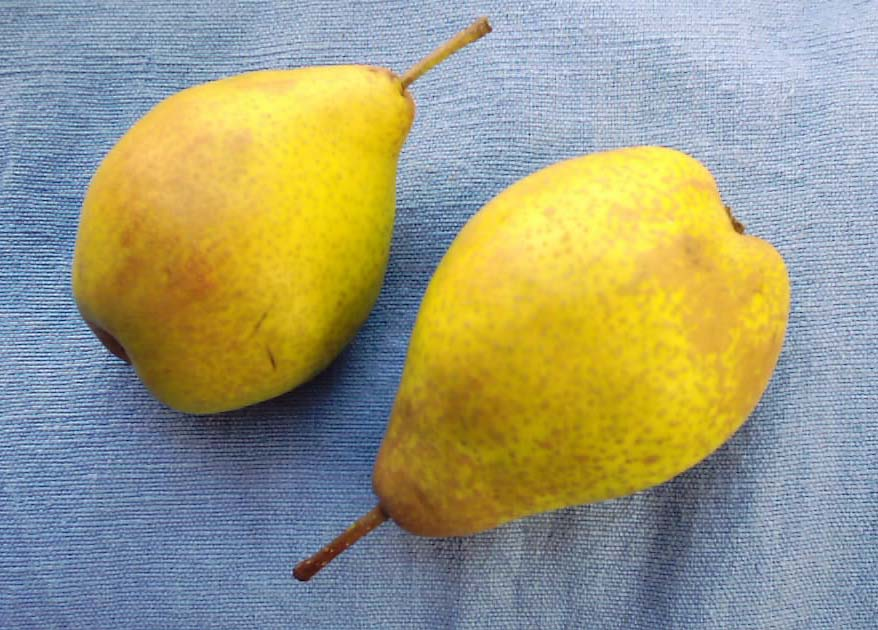
La pera 'Fondante de Charneux' bien madura.

El peral de la variedad 'Fondante de Charneux' tiene un vigor fuerte, con numerosas ramas, generalmente erectas, grandes y muy largas, fuertemente geniculadas, arbusto algodonoso, blanco oliva, con lenticelas grandes y abundantes, con las almohadillas más prominentes. Los ojos son medianos, ovoides, agudos, no presionados contra la corteza. El árbol prospera tanto en injerto en pie franco como en membrillo. Aunque vigoroso, se desarrolla tarde.
La variedad de pera 'Fondante de Charneux' tiene un fruto de tamaño voluminoso, y a veces enorme, alargado, irregular; forma variable tanto turbinada (predominante), piriforme u ovoide, generalmente asimétrica, y costillas pronunciadas; piel lisa, brillante, y fina; con color de fondo amarillo claro o verdoso con chapa anaranjada, bronceada o rojiza, presentando punteado ruginoso-"russeting" en parte recubierto de maraña, manchitas y rayas ruginosas, "russeting" (pardeamiento áspero superficial que presentan algunas variedades) de débil a medio; pedúnculo de longitud largo o mediano, grueso, algo engrosado en los extremos, total o parcialmente carnoso, recto o ligeramente curvo, implantado derecho o ligeramente oblicuo, cavidad peduncular nula o limitada a un pequeño repliegue alrededor de la base del pedúnculo; anchura de la cavidad calicina amplia, de profundidad variable, en general casi superficial, con un borde suavemente ondulado; ojo mediano o grande, abierto; sépalos, variables, triangulares, extendidos con las puntas rizadas o rotas, o bien erectos y cóncavos, formando corona.
Carne de color blanco, fina, tierna y dulce, picante; textura medio firme, pastosa; sabor azucarado, muy perfumada, muy buena. Corazón mediano o grande, redondeado. Eje relleno. Celdillas medianas, muy oblicuas respecto al eje, puntiagudas en la parte inferior. Semillas medianas, elípticas, apuntadas en la inserción y con el espolón pequeño pero bien marcado, de color castaño rojizo oscuro.
La pera 'Fondante de Charneux' tiene una época de maduración y recolección a finales de septiembre. Se usa como pera de mesa y se consume hasta principios de noviembre.

## Polinización
Polinizadores recomendados : Beurré Hardy, Clapp's favourite, Comtesse de Paris, William's Bon Chrétien.